# Gran Premio Città di Camaiore 1976
Il Gran Premio Città di Camaiore 1976, ventottesima edizione della corsa, si svolse il 16 giugno 1976. La vittoria fu appannaggio dell'italiano Walter Riccomi, che precedette l'australiano Gary Clively e il connazionale Arnaldo Caverzasi.

## Ordine d'arrivo (Top 10)
| Pos. | Corridore          | Squadra     | Tempo |
| ---- | ------------------ | ----------- | ----- |
| 1    | Walter Riccomi     | Scic-Fiat   |       |
| 2    | Gary Clively       | Magniflex   |       |
| 3    | Arnaldo Caverzasi  | Scic-Fiat   |       |
| 4    | Claudio Bortolotto | Sanson      |       |
| 5    | Alfio Vandi        | Magniflex   |       |
| 6    | Tullio Rossi       | Furzi-Vibor |       |
| 7    | Renato Marchetti   | Sanson      |       |
| 8    | Luigi Venturato    | Zonca       |       |
| 9    | Alberto Caiumi     | Zonca       |       |
| 10   | Rocco Gatta        | GBC         |       |